# ولادیمیر ویسوتسکی
ولادیمیر سمیونویچ ویسوتسکی (به روسی: Владимир Семёнович Высоцкий) زاده ۲۵ ژانویه ۱۹۳۸ در مسکو در اتحاد جماهیر شوروی خواننده، هنرپیشه، ترانه‌نویس و شاعر روسی اهلِ شوروی بود. وی در سال ۱۹۸۰ از دنیا رفت. بیشتر به عنوان خواننده و ترانه‌سرا شناخته می‌شود. اما در حوزه بازیگری نیز برجسته بود. وی اشعاری چون «قصه مبارزه»، «کودکی» و «کاریستنی بزرگ» تألیف کرد که آن‌ها را خود نیز اجرا می‌کرد. این اشعار با استقبال گسترده‌ای در میان مردم برخوردار شدند. از سال ۱۹۹۷ جایزه‌ای با نام وی از سوی بنیاد ویسوتسکی به برترین آثار شاعران اهدا می‌شود.
پدرِ وِی درجه‌دارِ ارتشِ شوروی و اهلِ کی‌یف، و مادرش مترجمِ زبان آلمانی و روس بود.
هنگام تدفین او در ۲۸ ژوئیهٔ ۱۹۸۰ صفی که در کنار گور وی تشکیل گردید، ۱۰ کیلومتر طول داشت.

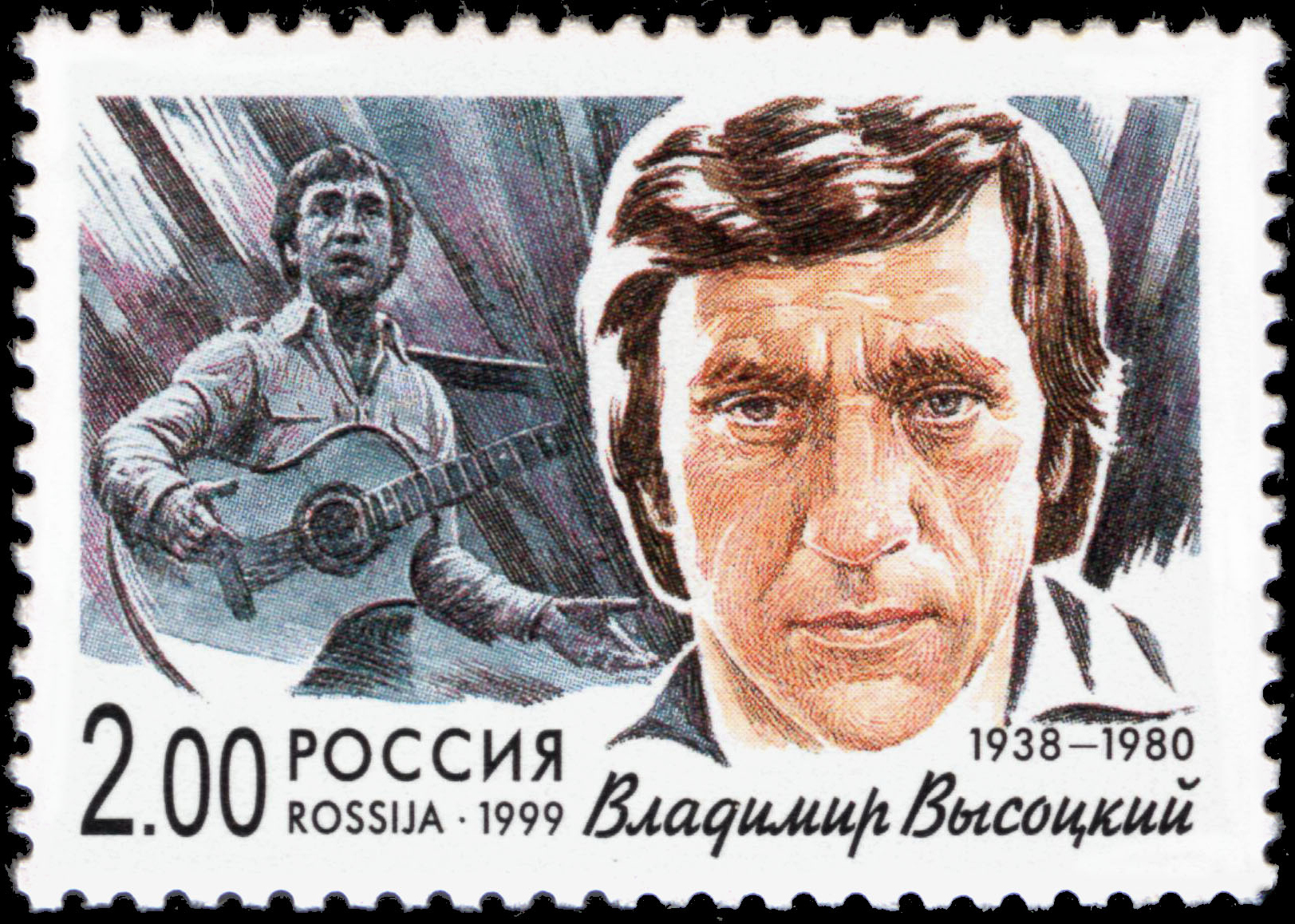
تمبری در روسیه که به افتخار ولادیمیر ویسوتسکی در سال ۱۹۹۹ چاپ شده